# Acritus pectinatus
Acritus pectinatus är en skalbaggsart som beskrevs av Cooman 1932. Acritus pectinatus ingår i släktet Acritus och familjen stumpbaggar. Inga underarter finns listade i Catalogue of Life.